# 梧棲 (大字)
梧棲，舊稱為梧棲港，是臺灣臺中市梧棲區的一個傳統地域名稱，也是全區行政中心所在地，位於該區西部。相較於今日行政區，其範圍大致包括頂寮里不含東南部、下寮里不含東部、中正里不含東部、中和里、文化里不含最東端、安仁里不含最東端、草湳里不含東部邊界地帶。

## 歷史
台灣清治末期，梧棲地區為一街庄，稱為「梧棲港街」，隸屬於大肚中堡。該街西臨台灣海峽，北與大槺榔庄為鄰，東與南簡庄、大庄為鄰，南邊為鴨母藔庄。
1901年（日明治三十四年）11月，全台廢縣廳改設二十廳，該街隸屬於臺中廳。1903年（明治三十六年）6月，該街編入「梧棲港區」，仍隸屬於臺中廳。1909年（明治四十二年）10月，全台二十廳合併為十二廳，梧棲港區隸屬不變。1920年（大正九年），全台地方制度大改正，該街改制並簡化為「梧棲」大字，隸屬於臺中州大甲郡梧棲街，大字下有「梧棲」、「草湳」小字名。
戰後梧棲街改制為梧棲鎮，隸屬於臺中縣，大字亦改制為里。1950年10月，中、彰、投分治，梧棲鎮隸屬不變。2010年12月，隨著臺中縣、市合併為直轄臺中市，梧棲鎮改制為梧棲區。

## 聚落
本地區發展較早的聚落有下魚藔（下寮）、梧棲港、草湳（頂草湳）等，在日治期初期的官方地圖上已有記載。此外，本地區尚有塭子寮、頂寮、下草湳等聚落。

## 交通
省道台12線（台灣大道九段），是梧棲港至台鐵台中車站的平面幹道，其西側端點位於本地區梧棲聚落西側的省道台17線路口。由此向東南東出境後，可前往沙鹿、龍井東端、西屯、台中市區並止於台鐵台中車站前。
省道台17線（臨港路四段～三段）又稱「西部濱海公路」，是臺中市清水區甲南至屏東縣枋寮鄉水底寮的幹道，大致以北北東－南南西走向經過本地區梧棲聚落西側。由該道路向北北東可前往大槺榔、四塊厝、三塊厝的甲南並止於省道台1線路口，向南南西可前往龍井、伸港、線西、鹿港等地。
省道台61線又稱「西部濱海快速公路」，是新北市八里至臺南市安南的快速公路，大致以北北東－南南西走向經過本地區東北端凸出部分，由此可快速前往台灣西部海岸各地。
區道中59線（中央路二段～一段）是菁埔至海埔子的道路，大致以北北東—南南西走向經過本地區東北端凸出部分東側邊界地帶。由該道路向北北東可前往大槺榔與社口交界地帶、大槺榔與秀水交界地帶、秀水、四塊厝、三塊厝的菁埔並止於省道台1線路口，向南南西可前往南簡、大庄、鴨母寮、三塊厝、福頭崙東南部的田尾厝並止於區道中62線路口。

## 學校
- 梧棲國中
- 梧棲國小
- 梧南國小

## 廟宇
- 梧棲真武宮（北帝廟）
- 梧棲朝元宮（媽祖廟）
- 草湳龍安宮（王爺廟）

## 交通
- 臺中港

## 產業
- 臺中港關連工業區

## 運動休閒
- 梧棲運動公園